# Nürburgring 1000 km
Nürburgring 1000 km är en långdistanstävling för sportvagnar på Nürburgring i Tyskland som organiserats av ADAC sedan 1953.

## Historia
Den första tävlingen i sportvagns-VM på den beryktade Nordschleife ("Nordslingan") kördes 1953. På grund av dålig uppslutning dröjde det tre år innan nästa tävling kördes. Under sextio- och sjuttiotalen blev tävlingen mycket popular, speciellt sedan formel 1-cirkusen lämnat Nürburgring efter 1976. Den sista tävlingen på "Nordslingan" hölls 1983.
Sedan 1984 hålls tävlingen på den nya, kortare Grand-Prix-banan. 1991 kortades distansen till 480 km, därefter lades tävlingen ner i samband med att sportvagns-VM kollapsade.
År 2000 återkom Nürburgring 1000 km, nu som en deltävling i American Le Mans Series. Sedan 2004 ingår tävlingen i  Le Mans Series.

## Vinnare
| År                             | Förare                                                | Bil                            | Mästerskap                                 |
| Distans: 1000 km, 22,8 km bana | Distans: 1000 km, 22,8 km bana                        | Distans: 1000 km, 22,8 km bana | Distans: 1000 km, 22,8 km bana             |
| ------------------------------ | ----------------------------------------------------- | ------------------------------ | ------------------------------------------ |
| 1953                           | Alberto Ascari Giuseppe Farina                        | Ferrari 375 MM                 | Sportvagns-VM                              |
| 1954 till 1955                 | Inga tävlingar                                        | Inga tävlingar                 | Inga tävlingar                             |
| 1956                           | Piero Taruffi Harry Schell Jean Behra Stirling Moss   | Maserati 300S                  | Sportvagns-VM Tyska sportvagnsmästerskapet |
| 1957                           | Tony Brooks Noël Cunningham-Reid                      | Aston Martin DBR1              | Sportvagns-VM                              |
| 1958                           | Stirling Moss Jack Brabham                            | Aston Martin DBR1              | Sportvagns-VM                              |
| 1959                           | Stirling Moss Jack Fairman                            | Aston Martin DBR1              | Sportvagns-VM                              |
| 1960                           | Stirling Moss Dan Gurney                              | Maserati Tipo 61               | Sportvagns-VM                              |
| 1961                           | Lloyd Casner Masten Gregory                           | Maserati Tipo 61               | Sportvagns-VM                              |
| 1962                           | Phil Hill Olivier Gendebien                           | Ferrari Dino 246SP             | Sportvagns-VM                              |
| 1963                           | John Surtees Willy Mairesse                           | Ferrari 250P                   | Sportvagns-VM                              |
| 1964                           | Ludovico Scarfiotti Nino Vaccarella                   | Ferrari 275P                   | Sportvagns-VM                              |
| 1965                           | John Surtees Ludovico Scarfiotti                      | Ferrari 330P2                  | Sportvagns-VM                              |
| 1966                           | Phil Hill Joakim Bonnier                              | Chaparral 2D-Chevrolet         | Sportvagns-VM                              |
| 1967                           | Joe Buzzetta Udo Schütz                               | Porsche 910                    | Sportvagns-VM                              |
| 1968                           | Vic Elford Jo Siffert                                 | Porsche 908                    | Sportvagns-VM                              |
| 1969                           | Jo Siffert Brian Redman                               | Porsche 908                    | Sportvagns-VM                              |
| 1970                           | Vic Elford Kurt Ahrens                                | Porsche 908                    | Sportvagns-VM                              |
| 1971                           | Vic Elford Gérard Larrousse                           | Porsche 908                    | Sportvagns-VM                              |
| 1972                           | Ronnie Peterson Tim Schenken                          | Ferrari 312PB                  | Sportvagns-VM Tyska sportvagnsmästerskapet |
| 1973                           | Jacky Ickx Brian Redman                               | Ferrari 312PB                  | Sportvagns-VM Tyska sportvagnsmästerskapet |
| 1974*                          | Jean-Pierre Jarier Jean-Pierre Beltoise               | Matra-Simca MS670              | Sportvagns-VM Tyska sportvagnsmästerskapet |
| 1975                           | Arturo Merzario Jacques Laffite                       | Alfa Romeo Tipo 33             | Sportvagns-VM                              |
| 1976                           | Albrecht Krebs Dieter Quester                         | BMW 3.5 CSL                    | Sportvagns-VM                              |
| 1977                           | Rolf Stommelen Tim Schenken Toine Hezemans            | Porsche 935                    | Sportvagns-VM                              |
| 1978                           | Klaus Ludwig Hans Heyer Toine Hezemans                | Porsche 935                    | Sportvagns-VM                              |
| 1979                           | Manfred Schurti Bob Wollek John Fitzpatrick           | Porsche 935                    | Sportvagns-VM                              |
| 1980                           | Rolf Stommelen Jürgen Barth                           | Porsche 908 Turbo              | Sportvagns-VM                              |
| 1981**                         | Hans-Joachim Stuck Nelson Piquet                      | BMW M1 Grupp 5                 | Sportvagns-VM                              |
| 1982                           | Michele Alboreto Teo Fabi Riccardo Patrese            | Lancia LC1                     | Sportvagns-VM                              |
| Distans: 1000 km, 20,8 km bana |                                                       |                                |                                            |
| 1983                           | Jochen Mass Jacky Ickx                                | Porsche 956                    | Sportvagns-VM                              |
| Distans: 1000 km, 4,5 km bana  |                                                       |                                |                                            |
| 1984                           | Stefan Bellof Derek Bell                              | Porsche 956                    | Sportvagns-VM Tyska sportvagnsmästerskapet |
| 1985                           | Ingen tävling                                         | Ingen tävling                  | Ingen tävling                              |
| 1986***                        | Henri Pescarolo Mike Thackwell                        | Sauber-Mercedes C8             | Sportvagns-VM                              |
| 1987                           | Eddie Cheever Raul Boesel                             | Jaguar XJR-8                   | Sportvagns-VM                              |
| 1988                           | Jean-Louis Schlesser Jochen Mass                      | Sauber-Mercedes C9             | Sportvagns-VM                              |
| Distans: 480 km, 4,5 km bana   |                                                       |                                |                                            |
| 1989                           | Jean-Louis Schlesser Jochen Mass                      | Sauber-Mercedes C9             | Sportvagns-VM                              |
| 1990                           | Jean-Louis Schlesser Mauro Baldi                      | Mercedes-Benz C11              | Sportvagns-VM                              |
| Distans: 430 km, 4,5 km bana   |                                                       |                                |                                            |
| 1991                           | Derek Warwick David Brabham                           | Jaguar XJR-14                  | Sportvagns-VM                              |
| 1992 till 1999                 | Inga tävlingar                                        | Inga tävlingar                 | Inga tävlingar                             |
| Distans: 1000 km, 4,5 km bana  |                                                       |                                |                                            |
| 2000                           | Jan Magnussen David Brabham                           | Panoz LMP1- Élan               | American Le Mans Series                    |
| 2001 till 2003                 | Inga tävlingar                                        | Inga tävlingar                 | Inga tävlingar                             |
| Distans: 1000 km, 5,1 km bana  |                                                       |                                |                                            |
| 2004                           | Allan McNish Pierre Kaffer                            | Audi R8                        | Le Mans Series                             |
| 2005                           | Tom Chilton Hayanari Shimoda                          | Zytek 04S                      | Le Mans Series                             |
| 2006                           | Jean-Christophe Boullion Emmanuel Collard Eric Hélary | Pescarolo C60-Judd             | Le Mans Series                             |
| 2007                           | Stéphane Sarrazin Pedro Lamy                          | Peugeot 908 HDi FAP (Diesel)   | Le Mans Series                             |
| 2008                           | Stéphane Sarrazin Pedro Lamy                          | Peugeot 908 HDi FAP (Diesel)   | Le Mans Series                             |
| 2009                           | Jan Charouz Tomáš Enge Stefan Mücke                   | Lola-Aston Martin B09/60       | Le Mans Series                             |
| 2010 till 2012                 | Inga tävlingar                                        | Inga tävlingar                 | Inga tävlingar                             |
| 2013                           | Maximilian Buhk Maximilian Götz Bernd Schneider       | Mercedes-Benz SLS AMG GT3      | Blancpain Endurance Series                 |
| 2014                           | Christopher Mies César Ramos Laurens Vanthoor         | Audi R8 LMS ultra              | Blancpain Endurance Series                 |
| Distans: 6 timmar, 5,1 km bana |                                                       |                                |                                            |
| 2015                           | Timo Bernhard Brendon Hartley Mark Webber             | Porsche 919 Hybrid             | FIA World Endurance Championship           |
| 2016                           | Timo Bernhard Brendon Hartley Mark Webber             | Porsche 919 Hybrid             | FIA World Endurance Championship           |
| 2017                           | Timo Bernhard Earl Bamber Brendon Hartley             | Porsche 919 Hybrid             | FIA World Endurance Championship           |

* – Tävlingsdistansen 1974 var endast 750 km.
** – Tävlingen 1981 stoppades efter 17 varv efter en olycka som kostade Herbert Müller livet.
*** - Tävlingen 1986 stoppades efter cirka 600 km på grund av ihållande regn.